# Жабора
Жабора (порт. Jaborá) — муниципалитет в Бразилии, входит в штат Санта-Катарина. Составная часть мезорегиона Запад штата Санта-Катарина. Входит в экономико-статистический микрорегион Жоасаба. Население составляет 4037 человек на 2006 год. Занимает площадь 191,117 км². Плотность населения — 21,1 чел./км².

## История
Город основан 11 сентября 1963 года.

## Статистика
- Валовой внутренний продукт на 2003 составляет 70.897.788,00 реалов (данные: Бразильский институт географии и статистики).
- Валовой внутренний продукт на душу населения на 2003 составляет 17.254,27 реалов (данные: Бразильский институт географии и статистики).
- Индекс развития человеческого потенциала на 2000 составляет 0,794 (данные: Программа развития ООН).